# Meyer als Soldat
Meyer als Soldat è un cortometraggio muto del 1914. Il nome del regista non viene riportato nei credit del film che ha come protagonista il personaggio di Meyer, un berlinese dai tratti comici che apparve in una serie di commedie che furono tutte interpretate da Ernst Lubitsch.